# Cecco d'Ascoli

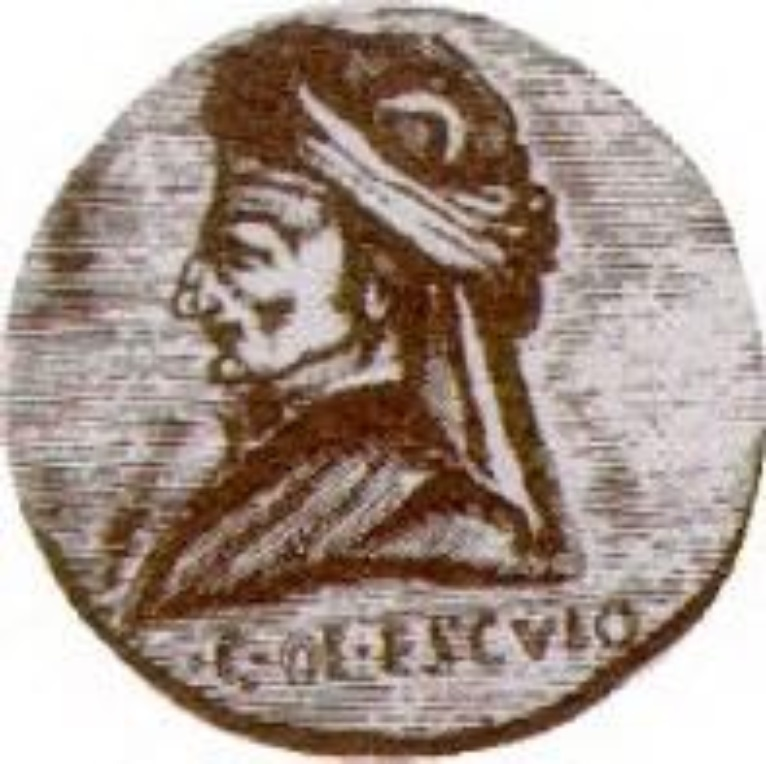
Afbeelding van Cecco d'Ascoli

Cecco d'Ascoli (pseudoniem van Francesco Stabili; circa 1269 – 16 sept. 1327) was een Italiaans geneesheer, astronoom, astroloog en dichter. Hij werd in of nabij Ascoli Piceno geboren, maar van zijn leven voor 1320 is niets bekend. Tussen 1322 en 1324 doceerde hij astrologie aan de universiteit van Bologna. 
Zijn ideeën, zoals astrologische predestinatie, werden als onorthodox gezien en door de inquisitie als ketterij veroordeeld. Zodoende werd hij als professor ontslagen, verloor hij zijn doctorgraad en werd zijn bibliotheek geconfisqueerd. In 1326 trad hij in dienst bij hertog Karel van Calabrië, maar in 1327 viel hij uit de gratie, waarna hij door de Florentijnse inquisitie opnieuw als ketter werd veroordeeld. Op 16 september 1327 belandde hij op de brandstapel, waarna zijn geschriften (tevergeefs) verboden werden. Mogelijk was zijn veroordeling niet alleen het gevolg van Cecco's heterodoxe ideeën, maar ook van afgunst en grieven van anderen, zoals de Florentijnse arts Dino del Garbo. Cecco's astrologische ideeën schijnen namelijk niet ongewoon te zijn voor zijn tijd, en astrologie als zodanig werd ondanks een proces als dit wel bestudeerd door geleerden.
Cecco d'Ascoli schreef meerdere werken. L'Acerba (1324-1327; ook Immature) telt vijf boeken en bleef onvoltooid, maar moest een dichtwerk worden over bruikbare wetenschappelijke kennis. Het werk gaat opeenvolgend over astronomie en kosmologie; deugd en zonde, fysionomie, astrologie; dieren (bestiarium) en stenen (lapidarium); vragen en antwoorden over de onderwerpen alchemie, esoterie, biologie, astronomie en meteorologie. Het onvoltooide vijfde boek gaat over ethiek. Cecco voegde folkloristische elementen en satirische uitvallen in tegen onder anderen Dante Alighieri. Een van Cecco's stellingen was bijvoorbeeld dat ethiek geen God nodig heeft, maar dat kennis van de natuur voldoende is. L’Acerba bevat de eerste astrologische tekst in het Italiaans. Het werk circuleerde ondanks het leesverbod als handschrift en werd in 1476 gedrukt. Nog 24 edities zouden volgen.
Cecco schreef de Sphaera in Bologna voor 1324. Het is een onvoltooid commentaar op het gelijknamige werk van Johannes Sacrobosco. Het werk is een weergave van Cecco’s colleges. Hij betrok daarbij magie, astrologie en necromantie, gebaseerd op deels verloren gegane bronnen. Op grond van deze Sphaera veroordeelde de inquisitie hem dan ook. Vermoedelijk bevatte het werk tevens een horoscoop van Jezus Christus, die na Cecco’s veroordeling echter werd gecensureerd. 
Andere werken van Cecco zijn een commentaar op de De principiis astrologie van de Arabische astronoom Al-Qabisi (Alcabizio), het traktaat Prelectiones ordinarie astrologie habite Bononie, en enkele alchemistische sonnetten. Latere denkers zoals Giovanni Pico della Mirandola en Giordano Bruno waren bekend met Cecco’s werk.